# Amegilla comorensis
Amegilla comorensis là một loài Hymenoptera trong họ Apidae. Loài này được Brooks & Pauly mô tả khoa học năm 2001.